# Le Mouton à cinq pattes
Le Mouton à cinq pattes is een  Franse filmkomedie uit 1954 onder regie van Henri Verneuil. Hij won met deze film de hoofdprijs op het filmfestival van Locarno.

## Verhaal
Een boer is al twintig jaar gebrouilleerd met zijn vijf zoons. De dorpelingen willen de oude boer nu huldigen. Ze verrassen hem daarom met een familiereünie. Maar vlak voor de aanvang van het feest komt de gendarmerie hem arresteren wegens grootschalige oplichting.

## Rolverdeling
| Acteur           | Personage                          |
| ---------------- | ---------------------------------- |
| Fernandel        | Édouard Saint-Forget / De vijfling |
| Édouard Delmont  | Dr. Bollène                        |
| Louis de Funès   | Pilate                             |
| Noël Roquevert   | Antoine Brissard                   |
| Françoise Arnoul | Marianne Durand-Perrin             |
| Georges Chamarat | Mijnheer Durand-Perrin             |
| Denise Grey      | Mevrouw Durand-Perrin              |